# Taha Akgül
Taha Akgül (* 22. November 1990 in Sivas) ist ein türkischer Ringer. Er wurde elfmal Europameister, dreimal Weltmeister und gewann bei den Olympischen Spielen in Rio 2016 die Goldmedaille im freien Stil im Schwergewicht sowie in Tokio 2021 und in Paris 2024 die Bronzemedaille in der 125-kg-Gewichtsklasse.

## Werdegang
Taha Akgül begann als Jugendlicher mit dem Ringen, wobei er sich auf den freien Stil konzentrierte. Er startete für den Klub Izmir B.B. und seit der Saison 2011/12 in der deutschen Bundesliga für den SV Germania Weingarten. Ab der Saison 2013/2014 war er beim ASV Nendingen unter Vertrag. 2019 folgte der Wechsel zur RKG Reilingen-Hockenheim. Bei einer Größe von 1,92 Metern steht er im Schwergewicht, wo er allerdings das zulässige Höchstgewicht von 125 kg mit einem Gewicht von 110 kg gar nicht ganz ausschöpft.
Seine internationale Laufbahn begann im Jahre 2010. Er belegte in diesem Jahr bei den Mittelmeerspielen in Istanbul hinter seinem Landsmann Fatih Çakıroğlu den 2. Platz. Außerdem kam er bei der Junioren-Europameisterschaft in Samokow/Bulgarien auf den 5. Platz und belegte bei der Junioren-Weltmeisterschaft hinter Muradin Kuschchow aus der Ukraine den 2. Platz.
Bei den türkischen Meisterschaften 2011 kam er hinter Recep Kara, aber noch vor Fatih Çakıroğlu auf den 2. Platz. Bei internationalen Meisterschaften kam er 2011 aber noch nicht zum Einsatz. Im März 2012 wurde er vom türkischen Ringerverband bei den Europameisterschaften in Belgrad eingesetzt. Er konnte dort voll überzeugen und mit Siegen über Predrag Budic aus Serbien, Nick Matuhin aus Deutschland, Bachtijar Schachabutdinowitsch Achmedow aus Russland, Ihor Dsjatko aus Belarus und Dániel Ligeti aus Ungarn den Europameistertitel gewinnen.
Die Fahrkarte zu den Olympischen Spielen 2012 in London erkämpfte er sich anschließend durch einen 2. Platz hinter Dániel Ligeti beim Turnier in Sofia. Bei den Olympischen Spielen selbst siegte er zunächst über Oleksandr Chozjaniwskyj aus der Ukraine, unterlag aber in seinem zweiten Kampf gegen Biljal Machow aus Russland. Da dieser das Finale nicht erreichte, schied er aus und kam auf den 9. Platz, der nach Disqualifizierung zweier Dopingsünder auf den 7. Platz korrigiert wurde. Die Saison 2012 schloss er dann aber mit einem weiteren Meistertitel ab. Er wurde in Kuortane/Finnland Universitäten-Weltmeister vor Parvis Hadi aus dem Iran.
2013 wurde Taha Akgül in Tiflis mit Siegen über Jamaladdin Magomedow, Aserbaidschan, Dimitar Kumtschew, Bulgarien, Dániel Ligeti und Alen Sassejew, Ukraine erneut Europameister im Schwergewicht. Bei den Weltmeisterschaften dieses Jahres in Budapest besiegte er Christos Nyfadopoulos aus Griechenland, verlor aber dann ziemlich deutlich gegen Alen Sassejew, sicherte sich danach aber mit Siegen über Florian Temengil, PLW, Jamaladdin Magomedow, Aserbaidschan und Tervel Dlagnev, USA, noch eine WM-Bronzemedaille.
Bei den Europameisterschaften 2014, die in Vantaa/Finnland stattfand beherrschte er seine Gewichtsklasse souverän. Mit Siegen über Andranik Galstjan, Armenien, Wadim Schwedow, Belarus, Oleksandr Chozjaniwskyj, Ukraine und Alan Lawrentjewitsch Chugajew, Russland, gewann er seinen dritten Europameistertitel in Folge. Am 8. September 2014 wurde Taha Akgül in Taschkent auch erstmals Weltmeister im Schwergewicht. Auf dem Weg zu diesem Erfolg besiegte er Richard Csercsics, Ungarn, Aslan Dschebisow, Aserbaidschan, Tervel Dlagnev, USA, Alexei Schemarow, Belarus und Komeil Ghasemi, Iran.
Im Juni 2015 siegte Taha Akgül bei den 1. Europäischen Spielen in Baku in der Gewichtsklasse bis 125 kg Körpergewicht. Er besiegte dabei Jamaladdin Magomedow, Robert Baran aus Polen. Soslan Gagojew aus der Slowakei und Alexei Schemarow. Auch bei den Weltmeisterschaften dieses Jahres im September in Las Vegas war er nicht zu schlagen. Er gewann nacheinander über Jose Cuba Vazquez aus Spanien, Lewan Berianidse aus Armenien, Däulet Schabanbei aus Kasachstan, Biljal Machow aus Russland, den Olympiasieger von 2012 und Jamaladdin Magomedow. Er gewann damit seinen zweiten Weltmeistertitel.
Bei den Olympischen Spielen 2016 in Rio de Janeiro gewann Taha Akgül die Goldmedaille im Schwergewicht. Er besiegte dabei jeweils in überzeugendem Stil Chuluunbat Jargalsaichan aus der Mongolei, Ibrahim Saidau, Belarus, Lewan Berianidse und im Finale auch Komeil Ghasemi aus dem Iran. Sein Sieg über Ghasemi fiel mit 3:1 Punkten zwar knapp aus, war aber nie gefährdet. Für diesen Sieg wurde er 2016 auch mit dem Sedat-Simavi-Preis in der Kategorie Sport ausgezeichnet.
Im Mai 2017 setzte Taha Akgül mit einem Sieg bei der Europameisterschaft in Novi Sad seine Erfolgsserie fort. Dabei bezwang er u. a. Geno Petriaschwili aus Georgien und im Finale Jamaladdin Magomedow. Er galt auch bei der Weltmeisterschaft 2017 in Paris als hoher Favorit. Er wurde dieser Rolle zunächst auch gerecht, denn seine Siege über Zolboo Natsagsuren, Mongolei, Nam Koungjin, Südkorea und Nicholas Edward Gwiazdowski aus den Vereinigten Staaten waren ungefährdet. Im Finale traf er auf Geno Petriaschwili, der sich in seinem Leistungsvermögen gewaltig gesteigert hatte. Das bekam auch Taha Akgül zu spüren, denn in einem hochklassigen Duell, in dem die Führung mehrfach wechselte, siegte letztlich Geno Petriaschwili mit 10:8 Punkten und entthronte damit Taha Akgül.
Bei der Europameisterschaft 2018 in Kaspijsk gelang Taha Akgul die Revanche gegen Geno Petriaschwili. Im Endkampf dieser Meisterschaft besiegte er Petriaschwili knapp aber verdient mit 2:1 techn. Punkten und wurden zum sechsten Mal Europameister. Weniger gut lief es für ihn bei der Weltmeisterschaft dieses Jahres, die im Oktober in Budapest stattfand. Er siegte zwar in seinen beiden ersten Kämpfen jeweils nach Punkten über Nick Matuhin, Deutschland und Alexander Chozianiwski, Ukraine, verlor aber im Viertelfinale überraschend gegen Parviz Chodavirdi Hadibasmanj aus dem Iran knapp mit 2:3 techn. Punkten. Da Hadibasjamj anschließend das Finale nicht erreichte, schied Taha Akgül aus und belegte nur den 7. Platz.
Bei der Europameisterschaft 2019 im April dieses Jahres in Bukarest holte sich Taha Akgül in überzeugender Weise wieder den Titel. Im Halbfinale fertigte er Ansor Chirijew aus Russland, gegen den er im Januar im Finale des "Iwan-Yarigin"-Grand-Prix in Krasnojarsk noch verloren hatte, mit 8:0 techn. Punkten ab und im Finale war der amtierende Weltmeister Geno Petriaschwili gegen ihn chancenlos. Taha Akgül gewann sicher mit 7:0 techn. Punkten. Bei den Weltmeisterschaften in Nur-Sultan im selben Jahr kam er ebenso ins Finale, das erneut gegen Geno Petriaschwili zu bestreiten war. Diesen Kampf verlor er jedoch knapp und wurde Vizeweltmeister. Bei den im Oktober in Wuhan ausgetragenen Militärweltspielen kämpfte sich Akgül ebenfalls bis ins Finale, in dem er den Iraner Yadollah Mohebbi besiegte und den Wettbewerb somit als Sieger beendete.
Im durch die Corona-Pandemie beeinträchtigten Sportjahr 2020 nahm Taha Akgül an keinem nicht abgesagten, internationalen Großturnier teil.
Bei den Europameisterschaften 2021 in Warschau traf Akgül direkt in der Qualifikationsrunde auf seinen Dauerkontrahenten Geno Petriaschwili und konnte ihn besiegen. Auch die folgenden Kämpfe bestritt er erfolgreich und überwand im Finale den Russen Sergei Kosyrew, womit er zum siebenten Mal Europameister wurde. Es folgte die Teilnahme an den um ein Jahr verschobenen Olympischen Spielen in Tokio. Dort unterlag er im Viertelfinale dem späteren Olympiasieger der 125-kg-Gewichtsklasse Gable Steveson aus den USA, konnte aber über die Hoffnungsrunde in den Kampf um Bronze einziehen. Diesen bestritt er erfolgreich gegen den Mongolen Mönchtöriin Lchagwagerel, womit er sich seine zweite olympische Medaille sicherte. Ebenfalls in diesem Jahr fanden die Weltmeisterschaften in Oslo statt. Nach zwei erfolgreichen Runden unterlag Akgül dem Iraner Amir Hossein Zare im Halbfinale. Im folgenden Bronzekampf siegte er über den US-Amerikaner Nicholas Gwiazdowski und gewann seine sechste WM-Medaille.
Bei den Weltmeisterschaften 2022 in Belgrad gewann er die Goldmedaille; 2023 ebenfalls in Belgrad die Bronzemedaille.
Bei den Olympischen Spielen 2024 in Paris gewann er die Bronzemedaille.

## Internationale Erfolge
| Jahr | Platz  | Wettbewerb                                    | Gewichtsklasse | Ergebnisse |
| 2010 | 2.     | Mittelmeer-Spiele in Istanbul                 | Schwer         | hinter Fatih Çakıroğlu, Türkei und vor Efstathios Topalidis, Griechenland |
| 2010 | 5.     | Junioren-EM in Samokow/Bulgarien              | Schwer         | hinter Giorgi Sakandelidse, Georgien, Aslan Dschebischow, Aserbaidschan, Ihor Dsjatko, Belarus und Muradin Kuschchow, Ukraine |
| 2010 | 2.     | Junioren-WM                                   | Schwer         | hinter Muradin Kuschchow, vor Richard Csercsics, Ungarn und Giorgi Sakandelidse |
| 2011 | 3.     | "Yasar-Dogu"-Memorial in Istanbul             | Schwer         | hinter Fatih Çakıroğlu und Ruslan Basijew, Armenien, gemeinsam mit Ali Reza Kaya, Türkei |
| 2011 | 3.     | "Alexander-Medwed"-International in Minsk     | Schwer         | hinter Alexei Schemarow, Belarus und Murad Mutalimow, Kasachstan, gemeinsam mit Tervel Dlagnev, USA, vor Rasul Chadyrow, Russland und Fatih Çakıroğlu                                                                                 |
| 2011 | 1.     | FILA-Golden-Grand-Prix in Baku                | Schwer         | vor Fatih Çakıroğlu, Jamaladdin Magomedow, Aserbaidschan und Dawit Modsmanaschwili, Georgien |
| 2011 | 3.     | FILA-Test-Turnier in London                   | Schwer         | hinter Dániel Ligeti, Ungarn und Edgars Lopez Morell, Puerto Rico, gemeinsam mit Deng Zhiwei, China |
| 2012 | 1.     | "Yasar-Dogu"-Memorial in Ankara               | Schwer         | vor Fardin Masoumi Valadi, Iran, Ali Gurbuz, Türkei u. Jabar Sadeghzadenhnoukoulaei, Iran |
| 2012 | 1.     | EM in Belgrad                                 | Schwer         | nach Siegen über Predrag Budic, Serbien, Nick Matuhin, Deutschland, Bachtijar Schachabutdinowitsch Achmedow, Russland, Ihor Dsjatko, Belarus und Dániel Ligeti                                                                        |
| 2012 | 2.     | Olympia-Qualif.-Turnier in Sofia              | Schwer         | hinter Dániel Ligeti, vor Rareș Chintoan, Rumänien und Bartłomiej Bartnicki, Polen |
| 2012 | 2.     | "Wacław-Ziółkowski"-Memorial in Siedlce/Polen | Schwer         | hinter Tervel Dlagnev, vor Daulet Schabangay, Kasachstan und Jarod Trice, USA |
| 2012 | 7.     | OS in London                                  | Schwer         | nach einem Sieg über Alexander Chozianiwski, Ukraine und einer Niederlage gegen Biljal Machow, Russland |
| 2012 | 1.     | Universitäten-WM in Kuortane/Finnland         | Schwer         | vor Parviz Chodavirdi Hadibasmanj, Iran, Witali Gagijew, Russland und Alexander Chozianiwski |
| 2012 | 3.     | "Moscow-Lights" in Moskau                     | Schwer         | hinter Bachan Dukajew und Alan Dschampajew, beide Russland |
| 2013 | 1.     | "Yasar-Dogu"-Memorial in Ankara               | Schwer         | vor Kurban Kurbanow, Usbekistan, Jamaladdin Magomedow, Aserbaidschan und Yalcin Sözen, Türkei |
| 2013 | 1.     | Welt-Cup in Teheran                           | Schwer         | vor Tervel Dlagnev, Tornike Chedescheli, Georgien und Komeil Ghasemi, Iran |
| 2013 | 1.     | EM in Tiflis                                  | Schwer         | nach Siegen über Jamaladdin Magomedow, Dimitar Kumtschew, Bulgarien, Dániel Ligeti und Alen Sassejew, Ukraine |
| 2013 | 1.     | Mittelmeer-Spiele in Mersin                   | Schwer         | vor Slim Trabelsi, Libanon, Boban Danow, Mazedonien und Christos Nyfadopoulos, Griechenland |
| 2013 | 1.     | Universiade in Kasan                          | Schwer         | vor Alexander Chozianiwski, Ukraine, Parviz Hadi, Iran und Tyrell Marcell Fortune, USA |
| 2013 | 3.     | WM in Budapest                                | Schwer         | nach einem Sieg über Christos Nyfadopoulos, Griechenland, einer Niederlage gegen Alen Sassejew, Ukraine und Siegen über Florian Temengil, PLW, Jamaladdin Magomedow, Aserbaidschan und Tervel Dlagnev, USA                            |
| 2014 | 1.     | "Yasar-Dogu"-Memorial in Istanbul             | bis 125 kg     | vor Komeil Ghasemi, Iran, Dominique Bradley, USA und Yunus Emre Dede, Türkei |
| 2014 | 1.     | EM in Vantaa/Finnland                         | bis 125 kg     | nach Siegen über Andranik Galstjan, Armenien, Wadim Schwedow, Belarus, Alexander Chozianiwski und Alan Lawrentjewitsch Chugajew, Russland                                                                                             |
| 2014 | 1.     | WM in Taschkent                               | bis 125 kg     | nach Siegen über Richard Csercsics, Ungarn, Arslan Dschebisow, Aserbaidschan, Tervel Dlagnev, USA, Alexei Schemarow, Belarus und Komeil Ghasemi, Iran                                                                                 |
| 2015 | 1.     | "Yasar-Dogu"-Memorial in Istanbul             | bis 125 kg     | vor Aiaal Lasarew, Kirgisistan, Däulet Schabanbei, Kasachstan und Tanju Gemici, Türkei |
| 2015 | 1.     | Europaspiele in Baku                          | bis 125 kg     | nach Siegen über Jamaladdin Magomedow, Robert Baran, Polen, Soslan Gagojew, Slowakei und Alexei Schemarow |
| 2015 | 1.     | WM in Las Vegas                               | bis 125 kg     | nach Siegen über Jose Vazquez, Spanien, Lewan Berianidse, Armenien, Däulet Schabanbei, Biljal Machow, Russland und Dschamaladdin Magomedow                                                                                            |
| 2016 | Gold   | OS in Rio de Janeiro                          | bis 125 kg     | nach Siegen über Chuluunbat Jargalsaichan, Mongolei, Ibrahim Saidau, Belarus, Lewan Berianidse und Komeil Ghasemi, Iran |
| 2017 | 1.     | EM in Novi Sad                                | bis 125 kg     | nach Siegen über Danilo kartawii, Ukraine, Geno Petriaschwili, Georgien, Dániel Ligeti und Jamaladdin Magomedow |
| 2017 | 2.     | WM in Paris                                   | bis 125 kg     | nach Siegen über Zolboo Natsagsuren, Mongolei, Nam Koungjin, Südkorea und Nicholas Edward Gwiazdowski, USA und einer Niederlage gegen Geno Petriaschwili                                                                              |
| 2018 | 1.     | Cerro-Pelado Intern. in Havanna               | bis 125 kg     | vor Benjamin Durbin, USA, Sean Molle, Kanada und Yudeny Alpajan Esteves, Kuba |
| 2018 | 1.     | EM in Kaspijsk                                | bis 125 kg     | nach Siegen über Ibrahims Saidow, Belarus, Jamaladdin Magomedow, Muradin Kuschchow, Russland und Geno Petriaschwili |
| 2018 | 7.     | WM in Budapest                                | bis 125 kg     | nach Siegen über Nick Matuhin, Deutschland und Alexander Chozianiwski, Ukraine und einer Punktniederlage gegen Parviz Chodavirdi Hadibasmanj, Iran                                                                                    |
| 2019 | 2.     | "Iwan-Yarigin"-Grand-Prix in Krasnojarsk      | bis 125 kg     | hinter Ansor Chisrijew und vor Selimchan Chisrijew, beide Russland, und Deng Zhiwei, China |
| 2019 | 1.     | EM in Bukarest                                | bis 125 kg     | nach Siegen über Rareș Chintoan, Rumänien, Andranik Galstjan, Armenien, Ansor Chisrijew und Geno Petriaschwili |
| 2019 | 1.     | "Yasar-Dogu"-Memorial in Istanbul             | bis 125 kg     | vor Nicholas Gwiazdowski, USA, Sumit Malik, Indien, und Dániel Ligeti, Ungarn |
| 2019 | 2.     | WM in Nur-Sultan                              | bis 125 kg     | nach Siegen über Alexander Romanov, Moldau, Khasanboy Rakhimov, Usbekistan, und Deng Zhiwe aus China sowie einer Finalniederlage gegen Geno Petriaschwili                                                                             |
| 2019 | 1.     | Militärweltspiele in Wuhan                    | bis 125 kg     | vor Yadollah Mohebbi, Iran, Deng Zhiwei, China, und Robert Baran, Polen |
| 2021 | 1.     | EM in Warschau                                | bis 125 kg     | nach Siegen über Geno Petriaschwili, Kamil Kościółek, Polen, Dsjanis Chramjankou, Belarus, und Sergei Kosyrew aus Russland |
| 2021 | Bronze | OS in Tokio                                   | bis 125 kg     | nach einem Sieg über Amar Dhesi, Kanada, und einer Niederlage gegen Gable Steveson, Vereinigte Staaten, in der Hauptrunde sowie Siegen über Ajaal Lasarew, Kirgisistan, und Mönchtöriin Lchagwagerel, Mongolei, in der Hoffnungsrunde |
| 2021 | 3.     | WM in Oslo                                    | bis 125 kg     | hinter Amir Hossein Zare, Iran, und Geno Petriaschwili |
| 2022 | 1.     | WM in Belgrad                                 | bis 125 kg     | |
| 2023 | 3.     | WM in Belgrad                                 | bis 125 kg     | |
| 2024 | Bronze | OS in Paris                                   | bis 125 kg     | |

## Türkische Meisterschaften
(soweit bekannt)
| Jahr | Platz | Gewichtsklasse | Ergebnis                                                 |
| 2011 | 2.    | Schwer         | hinter Recep Kara, vor Fatih Çakıroğlu und Ali Reza Kaya |

Erläuterungen
- alle Wettkämpfe im freien Stil
- OS = Olympische Spiele, WM = Weltmeisterschaften, EM = Europameisterschaften
- Schwergewicht, Gewichtsklasse bis 120 kg Körpergewicht (bis 31. Dezember 2013); seit 1. Januar 2014 bis 125 kg Körpergewicht